# Traun Steelsharks 2020
Questa voce raccoglie le informazioni riguardanti i Traun Steelsharks nelle competizioni ufficiali della stagione 2020.
I campionati erano stati previsti ma non sono stati disputati a causa della pandemia di COVID-19.

## Prima squadra

### Austrian Football League 2020

#### Stagione regolare
| Hohenems 15 marzo 2020, ore 14:00 1ª giornata | Cineplexx Blue Devils | - – - | Traun Steelsharks | Stadion Herrenried |

| Traun 28 marzo 2020, ore 14:00 2ª giornata | Traun Steelsharks | - – - | Graz Giants | Trauner Stadion |

| Mödling 5 aprile 2020, ore 16:00 3ª giornata | AFC Rangers Mödling | - – - | Traun Steelsharks | Stadion Mödling |

| Traun 18 aprile 2020, ore 16:00 4ª giornata | Traun Steelsharks | - – - | Prague Black Panthers | Trauner Stadion |

| Traun 2 maggio 2020, ore 17:00 5ª giornata | Traun Steelsharks | - – - | Vienna Vikings | Trauner Stadion |

| Vienna 16 maggio 2020, ore 15:00 6ª giornata | Danube Dragons | - – - | Traun Steelsharks | Sportplatz Donaufeld |

| Graz 23 maggio 2020, ore 16:00 7ª giornata | Graz Giants | - – - | Traun Steelsharks | Stadion Eggenberg |

| Traun 30 maggio 2020, ore 16:00 8ª giornata | Traun Steelsharks | - – - | Cineplexx Blue Devils | Trauner Stadion |

| Traun 13 giugno 2020, ore 14:00 9ª giornata | Traun Steelsharks | - – - | Tirol Raiders | Trauner Stadion |

| Praga 21 giugno 2020, ore 15:00 10ª giornata | Prague Black Panthers | - – - | Traun Steelsharks | Stadion SK Prosek |

### Statistiche di squadra
| Competizione      | %Vittorie | In casa | In casa | In casa | In casa | In casa | In casa | In trasferta | In trasferta | In trasferta | In trasferta | In trasferta | In trasferta | Totale | Totale | Totale | Totale | Totale | Totale |
| Competizione      | %Vittorie | G       | V       | N       | P       | Pf      | Ps      | G            | V            | N            | P            | Pf           | Ps           | G      | V      | N      | P      | Pf     | Ps     |
| ----------------- | --------- | ------- | ------- | ------- | ------- | ------- | ------- | ------------ | ------------ | ------------ | ------------ | ------------ | ------------ | ------ | ------ | ------ | ------ | ------ | ------ |
| Stagione regolare | .000      | 0       | 0       | 0       | 0       | 0       | 0       | 0            | 0            | 0            | 0            | 0            | 0            | 0      | 0      | 0      | 0      | 0      | 0      |
| Totale            | .000      | 0       | 0       | 0       | 0       | 0       | 0       | 0            | 0            | 0            | 0            | 0            | 0            | 0      | 0      | 0      | 0      | 0      | 0      |

## Seconda squadra

### AFL - Division III 2020

#### Stagione regolare
| 22 marzo 2020 1ª giornata | Gmunden Rams | – | Traun Steelsharks 2 |  |

| 28 marzo 2020 2ª giornata | Traun Steelsharks 2 | – | Pinzgau Celtics |  |

| 10 aprile 2020 3ª giornata | Gladiators Ried | – | Traun Steelsharks 2 |  |

| 25 aprile 2020 4ª giornata | Traun Steelsharks 2 | – | Wörgl Warriors |  |

| 9 maggio 2020 6ª giornata | Traun Steelsharks 2 | – | Gmunden Rams |  |

| 24 maggio 2020 7ª giornata | Wörgl Warriors | – | Traun Steelsharks 2 |  |

| 6 giugno 2020 8ª giornata | Pinzgau Celtics | – | Traun Steelsharks 2 |  |

| 13 giugno 2020 9ª giornata | Traun Steelsharks 2 | – | Gladiators Ried |  |

### Statistiche di squadra
| Competizione      | %Vittorie | In casa | In casa | In casa | In casa | In casa | In casa | In trasferta | In trasferta | In trasferta | In trasferta | In trasferta | In trasferta | Totale | Totale | Totale | Totale | Totale | Totale |
| Competizione      | %Vittorie | G       | V       | N       | P       | Pf      | Ps      | G            | V            | N            | P            | Pf           | Ps           | G      | V      | N      | P      | Pf     | Ps     |
| ----------------- | --------- | ------- | ------- | ------- | ------- | ------- | ------- | ------------ | ------------ | ------------ | ------------ | ------------ | ------------ | ------ | ------ | ------ | ------ | ------ | ------ |
| Stagione regolare | .000      | 0       | 0       | 0       | 0       | 0       | 0       | 0            | 0            | 0            | 0            | 0            | 0            | 0      | 0      | 0      | 0      | 0      | 0      |
| Totale            | .000      | 0       | 0       | 0       | 0       | 0       | 0       | 0            | 0            | 0            | 0            | 0            | 0            | 0      | 0      | 0      | 0      | 0      | 0      |